# Béla Kun
Béla Kun, född (Béla Cohen) 20 februari 1886 i Szilágycseh (dagens Cehu Silvaniei), Transsylvanien, död 29 augusti 1938 i Sovjetunionen, var en ungersk kommunistisk politiker.

## Biografi
Kun kom från en judisk familj och studerade en tid från 1905 vid universitetet i Kolozsvár. Senare blev han tidningsman i Nagy-Várad och anslöt sig till socialismen. Han nyorganiserade socialistpartiet i Koloszvár och var en kort tid tillförordnad föreståndare för stadens arbetarförsäkringskassa, men avskedades på grund av underslev. Vid första världskrigets utbrott 1914 inkallades han i tjänst som frivillig korpral och togs som krigsfånge av ryssarna. Efter den bolsjevikiska oktoberrevolutionen 1917 fick Kun i uppdrag att bedriva kommunistpropaganda bland de ungerska krigsfångarna i Ryssland.
I november 1918 bildade Kun Ungerns kommunistiska parti och blev ledare för den kortvariga ungerska rådsrepubliken från den 21 mars till den 6 augusti 1919. Formellt var han utrikes- och krigsminister. Kun tvingades i exil och emigrerade senare till Sovjetunionen, där han antog sovjetiskt medborgarskap. Han betraktades dock som det ungerska kommunistpartiets representant i Komintern, vilket inte hindrade honom från att vara deputerad i Moskvas stadssovjet och ledamot i Allryska centrala exekutivkommittén. 
Väl i Sovjetunionen var han på Krim tillsammans med Rozalia Zemljatjka och Georgij Pjatakov ansvarig för mordet på civila och tiotusentals vita krigsfångar ur Pjotr Wrangels armé. Han fick en hög post inom Komintern och sändes 1921 till Tyskland för att påverka det tyska kommunistpartiet. I Sovjetunionen blev han arresterad och anklagad för att ha varit tysk spion (sedan 1916), rumänsk (sedan 1919), ungersk (sedan 1920) och engelsk (sedan 1936). Dessutom anklagades han för att ha varit en av ledarna för en trotskistisk konspiration inom Komintern och ha planerat terrordåd mot Stalin.
Han avrättades den 29 augusti 1938, enligt Vaksberg som läst Bela Kuns rannsakningsdokument i KGB:s arkiv. Hans öde var länge okänt. Kun fick politisk återupprättelse 1956 under avstaliniseringen. Det sovjetiska partiet lät meddela sin ungerska motsvarighet att Kun avlidit i fängelse den 30 november 1939. År 1989 förkunnade sovjetiska myndigheter att Kun hade blivit avrättad, genom arkebusering, i Gulag, ett år tidigare.